# Indica
Indica è un girl group rock finlandese fondato nel 2001. Canta prevalentemente in finlandese e il suo primo album - Ikuinen virta - è stato pubblicato nel 2004.
In carriera ha effettuato due tour con i Nightwish e vinto in Finlandia un disco d'oro e due dischi di platino.

## Storia
Il gruppo è stato fondato nel 2001 dalle compagne di scuola Jonsu (voce, violino, chitarra, tastiere, theremin) e Heini (basso), che avevano suonato insieme in un'orchestra d'archi per bambini. Il gruppo fu completato da Sirkku (tastiere, clarinetto, pianoforte), Jenny (chitarra) e Laura (batteria, percussioni).
Nel 2003 hanno firmato il loro primo contratto discografico e iniziato a lavorare al loro album di debutto, Ikuinen Virta, rimasto per 30 settimane nella classifica finlandese aggiudicandosi il disco di platino.
La loro musica è costituita da una frammistione di pop, rock, strumenti esotici, finlandese malinconico e mistico, testi d'ispirazione naturale.
La band ha pubblicato cinque album in Finlandia, due dei quali vincitori del disco d'oro. Gli album Valoissa e A Way Away, loro primo album in inglese, sono stati prodotti da Tuomas Holopainen dei Nightwish.

## Formazione
- Johanna "Jonsu" Salomaa - voce, violino, chitarra, tastiera
- Heini Säisä - basso,  voce
- Sirkku Karvonen - tastiera, clarinetto, voce
- Jenny Julia - chitarra, voce
- Laura Häkkänen - percussioni

## Discografia
- 2004 - Ikuinen virta
- 2005 - Tuuliset tienoot
- 2007 - Kadonnut puutarha
- 2008 - Valoissa
- 2010 - A Way Away
- 2013 - Shine
- 2014 - Akvaario